# Pretty Prairie (Kansas)
Pretty Prairie é uma cidade localizada no estado americano de Kansas, no Condado de Reno.

## Demografia
Segundo o censo americano de 2000, a sua população era de 615 habitantes.
Em 2006, foi estimada uma população de 601, um decréscimo de 14 (-2.3%).

## Geografia
De acordo com o United States Census Bureau tem uma área de
1,3 km², dos quais 1,3 km² cobertos por terra e 0,0 km² cobertos por água. Pretty Prairie localiza-se a aproximadamente 479 m acima do nível do mar.

## Localidades na vizinhança
O diagrama seguinte representa as localidades num raio de 28 km ao redor de Pretty Prairie.